# موری یوشیکاتسو
موری یوشیکاتسو (به ژاپنی: 毛利 良勝) (مرگ ۱۵۸۲) یک رعیت تحت فرمان اودا نوبوناگا در دوره سنگوکو در ژاپن بود. او همچنین به عنوان موری شینوسکه (毛利 新 助 یا 毛利 新 介) و موری شینسائه‌مون (毛利 新 左衛 門) نیز شناخته می‌شود.
در ۱۵۶۰، او در نبرد نبرد اوکه‌هازاما در جبهه نوبوناگا شرکت کردند و به هاتوری کازوتادا پس از مجروح شدن او کمک کرد. بعد، او در خدمت نوبوناگا و پسرش اودا نوبوتادا در کیوتو بود. او در طی حادثه معبد هوننو کشته شد.